# Ветров, Александр Александрович (генерал)
Алекса́ндр Алекса́ндрович Ве́тров (6 сентября 1907, Одесса — 3 сентября 1993, Москва) — советский офицер, участник гражданской войны в Испании и Великой Отечественной войны. Генерал-лейтенант инженерно-технической службы (9.05.1961, генерал-лейтенант-инженер с 18.11.1971, генерал-лейтенант с 26.04.1984). Мемуарист.

## Биография
Родился в русской семье портового грузчика. С 1919 года работал подручным слесаря и штамповщиком механических мастерских и на заводе «Шапиро», в порту, был одним из организаторов комсомольской ячейки, курсантом Одесской совпартшколы, вожатым планерной базы, заведующим отделом политического просвещения Троцкого райкома комсомола. С 1923 служил в отряде ЧОН; в 1926 году вступил в ВКП(б). Окончил рабфак при Николаевском кораблестроительном техникуме (1929) и три курса Московского механического института им. М. В. Ломоносова (1932).
В РККА с мая 1932 года. С 1934 года, окончив Военную академию механизации и моторизации РККА имени И. В. Сталина, служил начальником технической части на техбазе 5-го механизированного корпуса, с 1935 — помощником по технической части командира 5-го отдельного танкового разведывательного батальона 5-го механизированного корпуса. При введении воинских званий в РККА ему было присвоено звание военинженера 3-го ранга (25.12.1935).
В июле 1937 — мае 1938 годов под псевдонимом «Валентин Малино Рубио» участвовал в гражданской войне в Испании в должности заместителя командира Интернационального танкового полка по технической части. Участник боёв под Фуэнтес-де-Эбро, штурма крепости Теруэль и последующей затяжной обороны Теруэля, а также обороны района Сегура-де-Лос-Баньонс-Монтальбан, где шли ожесточённые боевые действия. Награждён орденом Красного Знамени, медалью «За боевые заслуги».
В июле 1938 года был назначен заместителем командира 8-й отдельной бригады лёгких танков Белорусского военного округа.
В октябре 1938 года был откомандирован для работы в народном хозяйстве (с оставлением в кадрах РККА) и работал в военном отделе Совнаркома СССР, затем был заместителем народного комиссара электропромышленности СССР по оборонным вопросам. Участвовал в выпуске и испытаниях новых образцов бронетанковой техники.
С началом Великой Отечественной войны в качестве уполномоченного Совета по эвакуации занимался вывозом промышленного оборудования и других материальных ценностей из Смоленска. С июля 1941 года был уполномоченным ГКО СССР по Сталинградскому тракторному заводу по производству танков Т-34.
В апреле 1942 года был возвращён в ряды Красной Армии, с 20 июня 1942 года — на фронтах Великой Отечественной войны (Западном, Брянском, Воронежском). В звании инженера-полковника был помощником (с 2.8.1944 — заместителем) по технической части командира 15-го (с июля 1943 — 7-го гвардейского) танкового корпуса. Участвовал в боях на Дону, под Харьковом, южнее Орла. В феврале 1943 года был ранен во время обследования моста возле села Будённовка . В марте 1943 года в боях за Харьков был дважды (второй раз — тяжело) ранен, но продолжал выполнять свои обязанности, одним из первых в боевых порядках 88-й танковой бригады вошёл в Харьков; был награждён орденом Красного Знамени. В августе 1943 года был тяжело ранен и долгое время провёл в госпиталях. В июне 1945 года занимал должность начальника организационно-планового управления Главного управления ремонта танков Красной Армии.
После окончания войны продолжал служить в Вооружённых Силах. Служил в Главном штабе Сухопутных войск СССР, был прикомандирован к Министерству госконтроля СССР, затем — в Главной инспекции Министерства обороны СССР, помощник командующего войсками Белорусского военного округа. В отставке в звании генерал-лейтенанта инженерно-технической службы с июня 1962 года.
Жил в Москве, написал две книги военных мемуаров, активно публиковался в прессе.
Похоронен на Новокунцевском кладбище Москвы.

### Семья
Жена — Антонина Степановна (13.6.1909 — 29.1.1982);
- сын — Александр (7.4.1934 — 29.6.1991)[4].

Сын — Николай (18.05.1936)
Сын — Владимир (21.01.1938)
Дочь — Наталья

## Сочинения
- Ветров А. А. Волонтеры свободы : Воспоминания участника национально-революционной войны в Испании. — М.: Политиздат, 1973. — 216 с. — 100 000 экз.
- Ветров А. А. Танкисты на Арагонском фронте // Мы — интернационалисты : Воспоминания сов. добровольцев — участников нац.-рев. войны в Испании / сост. С. М. Александровская, С. М. Брейбард, И. Н. Гоффе, С. А.Гудович, А. В. Крученых. — 2-е изд. доп.. — М.: Политиздат, 1986. — С. 224—241. — 366 с. — (Сборник). — 150 000 экз.
- Ветров А. А. Непревзойденная «тридцатьчетверка» // Т-34: путь к Победе : Воспоминания танкостроителей и танкистов / Сост. К. М. Слободин, В. Д. Листровой. — 2-е изд. доп.. — Киев: Политизат Украины, 1989. — 255 с. — ISBN 5-319-00202-5.
- Ветров А. А. Так и было. — М.: Воениздат, 1982. — 159 с. — (Военные мемуары). — 65 000 экз.
- Ветров А. А. Советские добровольцы в армии республиканской Испании // Военно-исторический журнал. — 1971. — Июль (№ 7). — С. 71—77. — ISSN 0321-0626.
- Ветров А. А. Советские добровольцы в антифашистской борьбе в Испании // Военно-исторический архив : журнал. — 2008. — Сентябрь (№ 9). — С. 106—118. — ISSN 1606-0219.
- Ветров А. А. Советские добровольцы в антифашистской борьбе в Испании // Военно-исторический архив : журнал. — 2008. — Октябрь (№ 10). — С. 33—42. — ISSN 1606-0219.
- Ветров А. А. Непревзойденная «тридцатьчетверка» // Вопросы истории : журнал. — 1982. — Май (№ 05). — С. 89—100. — ISSN 0042-8779.

## Награды
- три ордена Красного Знамени (2.03.1938[5], 23.05.1943[2], 3.11.1953[6]);
- орден Отечественной войны I степени (6.04.1985)[7];
- орден Трудового Красного Знамени (1949);
- орден Красной Звезды (6.11.1947)[8];
- две медали «За боевые заслуги» (14.11.1938[5], 3.11.1944[9]);
- медаль «За оборону Москвы» (1944)[10];
- медаль «За победу над Германией в Великой Отечественной войне 1941—1945 гг.» (22.06.1945)[3];
- юбилейная медаль «Двадцать лет Победы в Великой Отечественной войне 1941—1945 гг.» (1965);
- юбилейная медаль «Тридцать лет Победы в Великой Отечественной войне 1941—1945 гг.» (1975);
- юбилейная медаль «Сорок лет Победы в Великой Отечественной войне 1941—1945 гг.»
- медаль «За победу над Японией» (1945)[10];
- юбилейная медаль «30 лет Советской Армии и Флота» (1948);
- юбилейная медаль «40 лет Вооружённых Сил СССР» (1958);
- юбилейная медаль «50 лет Вооружённых Сил СССР» (1967);
- юбилейная медаль «60 лет Вооружённых Сил СССР» (1978);
- медаль «В память 800-летия Москвы»

Иностранные награды
- медаль «Победы и Свободы» (ПНР)[11];
- медаль «20-я годовщина Революционных Вооруженных сил Кубы» (Куба)[12]